# Washington Orelha
Washington Luiz Mascarenhas da Silva, mais conhecido como Washington Orelha ou apenas Washington (São José dos Campos, 17 de julho de 1978) é um ex-futebolista brasileiro que atuava como atacante.

## Carreira
Começou sua carreira nas categorias de base do São José, porém, antes mesmo de se tornar profissional, foi vendido ao Skoda Xanthi, da Grécia. Sem muito sucesso no futebol grego, acabou retornando ao Brasil.
Após passar por vários clubes brasileiros de menor expressão, chamou a atenção em sua passagem pelo Palmeiras, onde contando com o apoio e o sucesso da dupla com Gioino Koleston, foi um dos artilheiros da Copa Libertadores 2006, também marcando gols pelo Brasileirão 2006.
Porém, com poucas chances no time titular, acabou emprestado a vários clubes, entre eles Sport e Portuguesa. 
Em 20 de dezembro de 2008, o Palmeiras anunciou sua ida para o Vitória, numa negociação que envolveu a troca de vários jogadores.
Pouco aproveitado, foi dispensado do clube baiano e negociado com o São Caetano em 2010 defenderá o Atlético-GO. Fez sua estreia pelo Atlético no clássico contra o rival Goiás, e fez o gol da vitória do dragão.
Em 2010, Washington acertou com  Ceará, inclusive esteve entre os 5 artilheiros do Ceará em 2011.
Em dezembro de 2011, acertou com o ABC para temporada 2012.
Acertou, com o Brasiliense, após ser dispensado do ABC.
Em dezembro de 2013, acertou, para 2014, com o Audax-RJ. Após o Campeonato Carioca, acertou com o Duque de Caxias.
Após o rebaixamento do Duque de Caxias para a Série D, Washington acertou com o Bragantino até o final de 2014.
Em 2015 acertou com o São José dos Campos.

## Títulos
Americano
- Taça Guanabara : 2002
- Taça Rio: 2002

Sport
- Campeonato Pernambucano: 2007

Vitória
- Campeonato Baiano: 2009

Ceará
- Campeonato Cearense: 2011

ABC
- Taça Cidade do Natal: 2012

Brasiliense
- Campeonato Brasiliense: 2013

## Artilharias
Palmeiras
- Copa Libertadores: 2006 (5 gols)